# هاینکل هائی ۸
هاینکل اچ‌ایی ۸ (به انگلیسی: Heinkel HE 8) یک هواپیمای تک‌باله تک‌موتوره آب‌نشین شناسایی بود که توسط شرکت آلمانی هاینکل در اواخر دهه ۱۹۲۰ میلادی با ساختار زیر بال (low wing) طراحی شد. ساخت اچ‌ایی ۸ بنابر درخواست نیروی دریایی دانمارک که موفقیت اچ‌ایی ۵ را در خدمت ارتش سوئد مشاهده نموده و خواهان مدل مشابهی بود، صورت گرفت. این هواپیما موتور متفاوتی نسبت به اچ‌ایی ۵ داشت و در آن از قالب مرسوم تری در بخش دم استفاده شده بود. اچ‌ایی ۸ که نخستین پرواز خود را در سال ۱۹۲۷ انجام داد در دانمارک تحت عنوان Orlogsvaerftet HM.II تولید شد. در مجموع ۲۲ فروند از این هواگرد تولید گردید که تا سال ۱۹۴۰ یعنی زمانی که این کشور به اشغال قوای مهاجم نازی درآمد، در خدمت نیروی دریایی دانمارک بودند.
تنها نمونه ای از اچ‌ایی ۸ که با موتور پکارد ۳ای-۲۵۰۰ تولید شد، نام هاینکل اچ‌ایی ۳۱ به خود گرفت.

## مشخصات فنی

### مشخصات عمومی
- خدمه: ۳ نفر
- طول: ۱۱٫۶۵ متر
- طول بال: ۱۶٫۸ متر
- ارتفاع: ۴٫۴ متر
- مساحت بال: ۴۵ متر مربع
- وزن خالی: ۱۶۷۵ کیلوگرم
- وزن خالص: ۲۶۵۰ کیلوگرم
- نیرومحرکه: یک موتور پیستونی شعاعی ۱۴ سیلندر آرمسترانگ سیدلی جگوار خنک شونده با هوا: ۴۳۰ اسب بخار
- پیش‌ران: ملخ ۲ تیغه فلزی با زاویه ثابت

### عملکرد
- حداکثر سرعت: ۲۱۲ کیلومتر بر ساعت
- برد: ۱۲۹۰ کیلومتر
- حداکثر ارتفاع: ۵۶۰۰ متر
- سرعت صعود: ۲٫۸ متر بر ثانیه، ۱۰۰۰ متر در ۳٫۲ دقیقه، ۵۰۰۰ متر در ۲۸ دقیقه
- نسبت توان به وزن: ۰٫۱۶ اسب بخار بر کیلوگرم

### تسلیحات
- یک مسلسل ثابت مدسن با کالیبر ۸ میلی‌متر و یک مسلسل متحرک مدسن با کالیبر ۸ میلی‌متر در پشت برای تیربارچی
- ۱۲ بمب نیم کیلوگرمی